# Kislaki (rejon diemidowski)
Kislaki (ros. Кисляки) – wieś (ros. деревня, trb. dieriewnia) w zachodniej Rosji, w osiedlu wiejskim Titowszczinskoje rejonu diemidowskiego w obwodzie smoleńskim.

## Geografia
Miejscowość położona jest 1 km od drogi regionalnej 66K-28 (R120 – Rudnia – Diemidow), 11 km od centrum administracyjnego osiedla wiejskiego (Titowszczina), 14 km od centrum administracyjnego rejonu (Diemidow), 59,5 km od stolicy obwodu (Smoleńsk), 23,5 km od granicy z Białorusią.

## Demografia
W 2010 r. miejscowość była niezamieszkana.

## Historia
W czasie II wojny światowej od lipca 1941 roku wieś była okupowana przez hitlerowców. Wyzwolenie nastąpiło we wrześniu 1943 roku.
Na mocy uchwały z dnia 28 maja 2015 roku wszystkie miejscowości (w tym Kislaki) zlikwidowanej jednostki administracyjnej Życzickoje weszły w skład osiedla wiejskiego Titowszczinskoje.